# Indonesian Aerospace N219
Indonesian Aerospace N219 ist ein Mehrzweckflugzeug des indonesischen Herstellers PT. Dirgantara Indonesia. Es wird von zwei Turboproptriebwerken angetrieben und hat keine Druckkabine.

## Geschichte
Die N219 wurde nach diversen Studien seit etwa 2011 mit Unterstützung von LAPAN, dem Nationalen Luft- und Raumfahrtforschungsinstitut des Landes, aus der CASA C-212 Aviocar entwickelt. Bisher wurden etwa 60 Millionen Dollar investiert, weitere 15 Millionen werden für die Flugversuchsphase mit zwei Prototypen benötigt. Der Roll-out der Maschine erfolgte bereits 2015 und der 30-minütige Erstflug fand am 16. August 2017 um 9:10 Uhr vom Husein Sastranegara Airport in Bandung aus mit PTDI-Cheftestpilot Esther Gayatri Saleh und Adi Budi Atmoka als Copilot statt.
Mit der N219 will Indonesien ein eigenständiges kleines Zubringerflugzeug für 19 Passagiere oder die entsprechende Fracht auf den Markt bringen, das in Anschaffung und Betrieb billig ist und sich für Flüge in abgelegene Regionen des Inselstaates eignet.

## Technische Daten
Als maximale Abflugmasse werden für das Flugzeug 7030 Kilogramm genannt. Zwei Pratt & Whitney PT6A-42 sorgen für eine Reisegeschwindigkeit von 350 km/h.
| Kenngröße                 | Daten der N219                        |
| ------------------------- | ------------------------------------- |
| Besatzung                 | 2                                     |
| Passagiere                | 19                                    |
| Länge                     | 16,49 m                               |
| Spannweite                | 19,50 m                               |
| Höhe                      | 6,18 m                                |
| Flügelfläche              | ? m²                                  |
| Kabinenlänge              | 6,50 m                                |
| Kabinenbreite             | 1,70 m                                |
| Kabinenhöhe               | 1,70 m                                |
| Gepäckvolumen             | 3,80 m³                               |
| Kraftstoffvorrat          | 1600 kg                               |
| Nutzlast                  | 2313 kg                               |
| Leermasse                 |                                       |
| max. Startmasse           | 7030 kg                               |
| max. Reisegeschwindigkeit | 210 kn (389 km/h)                     |
| erg. Reisegeschwindigkeit | 170 kn (315 km/h)                     |
| Dienstgipfelhöhe          | 24.000 ft (7.315 m)                   |
| Reichweite                | - 840 nm - 145 nm (bei max. Nutzlast) |
| Startrollstrecke          | 393 m                                 |
| Landerollstrecke          | 197 m                                 |
| Triebwerke                | zwei PT6A-42 mit je 850 SHP           |
| Propeller                 | Vierblatt-Propeller Hartzell          |